# Sphenomeris
Sphenomeris es un género con 22 especies de helechos, originarias de Américaen la región del Caribe. Fue descrito por William Ralph Maxon y publicado en Journal of the Washington Academy of Sciences  3: 144, en el año 1913.   La especie tipo es Sphenomeris clavata (L.) Maxon.

## Especies
- Sphenomeris afra Kramer
- Sphenomeris angustifolia 	(Bernh.) Brownlie
- Sphenomeris biflora 	(Kaulf.) Akas.
- Sphenomeris chinensis 	(L.) Maxon
- Sphenomeris chusana 	(L.) Copel.
- Sphenomeris clavata 	(L.) Maxon
- Sphenomeris decomposita C.Chr. Dansk
- Sphenomeris deltoidea 	(C. Chr.) Copel.
- Sphenomeris emirnensis 	(Hook.) Tardieu
- Sphenomeris flabellifolia 	(Baker) C. Chr.	Dansk
- Sphenomeris goudotiana 	(Kunze) Tardieu
- Sphenomeris gracilis 	(Tagawa) Sa.Kurata
- Sphenomeris humbertii 	Tardieu
- Sphenomeris intermedia
- Sphenomeris killipii 	(Maxon) K.U. Kramer
- Sphenomeris madagascariensis 	(Baker) Tardieu
- Sphenomeris melleri 	(Hook.) C. Chr.	Dansk
- Sphenomeris minutula 	Sa. Kurata
- Sphenomeris odontolabia 	(Baker) C. Chr.	Dansk
- Sphenomeris retusa 	(Cav.) Maxon
- Sphenomeris spathulata 	(Maxon) K.U. Kramer
- Sphenomeris veitchii 	(Baker) C. Chr.